# Мухин, Артём Игоревич
Артём И́горевич Му́хин (род. 31 августа 1984) — российский легкоатлет, специалист по бегу на средние дистанции. Выступал на профессиональном уровне в 2007—2012 годах, бронзовый призёр чемпионата России в дисциплине 800 метров, победитель и призёр стартов всероссийского значения. Представлял Челябинскую область. Мастер спорта России.

## Биография
Артём Мухин родился 31 августа 1984 года. Занимался лёгкой атлетикой в городе Миасс Челябинской области, проходил подготовку в местной Спортивной школе олимпийского резерва.
Дебютировал на крупных всероссийских соревнованиях в сезоне 2007 года, выступив в беге на 800 метров на чемпионате России в Туле.
В 2008 году на зимнем чемпионате России в Москве с личным рекордом 1:49.26 финишировал пятым в дисциплине 800 метров, тогда как в эстафете 4 × 800 метров вместе с челябинской командой завоевал бронзовую награду. Также в этом сезоне отметился победой на домашнем старте в Челябинске, бежал 1000 метров на Рождественском кубке в Москве. На летнем чемпионате России в Казани пришёл к финишу четвёртым.
В 2009 году среди прочего выиграл серебряную медаль в эстафете 4 × 800 метров на зимнем чемпионате России в Москве, занял шестое место в беге на 800 метров на летнем чемпионате России в Чебоксарах. Кроме того, установил свои личные рекорды на дистанции 1500 метров в помещении и на открытом стадионе — 3:55.87 и 3:54.16 соответственно.
В 2010 году стартовал на зимнем чемпионате России в Москве, показал шестой результат на летнем чемпионате России в Саранске.
На чемпионате России 2011 года в Чебоксарах с личным рекордом 1:47.63 стал бронзовым призёром в беге на 800 метров, уступив в финале только Юрию Борзаковскому и Ивану Нестерову. Позднее закрыл десятку сильнейших на Атлетических играх в Копенгагене.
В 2012 году выступил в 800-метровой дисциплине на чемпионате России в Чебоксарах, но в финал не вышел и на этом завершил спортивную карьеру. В этом сезоне ему было присвоено звание мастера спорта России.